# Districten van Panama
Op bestuurlijk niveau 3, het niveau van onze gemeenten, zijn er in Panama de districten (distrito). Vaak wordt ook de term municipio (gemeente) gebruikt, en zeker de term municipalidad (gemeentebestuur). Een district bestaat uit een centraal gelegen stad of plaats en enkele omliggende gehuchten, dorpen, buitenwijken of woonkernen (corregimiento).
In 2015 waren er 78 gemeenten, plus Gunayala. In 2019 komt er nog bij (in de provincie Chiriquí): Tierras Altas, een nieuwe gemeente.

## Bocas del Toro
Almirante • Bocas del Toro • Changuinola • Chiriquí Grande.

## Chiriquí
Alanje • Barú • Boquerón • Boquete • Bugaba • David • Dolega • Gualaca • Remedios • Renacimiento • San Felix • San Lorenzo • Tolé.

## Coclé
Aguadulce • Antón • La Pintada • Natá • Olá • Penonomé.

## Colón
Chagres • Colón • Donoso • Portobelo • Santa Isabel.

## Darién
Chepigana • Pinogana. 

## Emberá
Cémaco • Sambú. 

## Gunayala[3]
Gunayala.

## Herrera
Chitré • Las Minas • Los Pozos • Ocú • Parita • Pesé • Santa María. 

## Los Santos
Guararé • Las Tablas • Los Santos • Macaracas • Pedasí • Pocrí • Tonosí. 

## Ngäbe Buglé
Besiko • Jirondai • Kankintú • Kusapín • Mironó • Müna • Nole Duima • Ñürün • Santa Catalina o Calovébora 
(Bledeshia).

## Panamá
Balboa • Chepo • Chimán • Panamá • San Miguelito • Taboga.

## Panamá Oeste[6]
Arraiján • Capira • Chame • La Chorrera • San Carlos.

## Veraguas
Atalaya • Calobre • Cañazas • La Mesa • Las Palmas • Mariato • Montijo • Río de Jesús • San Francisco • Santa Fe • Santiago • Soná. 